# うすかわ饅頭
うすかわ饅頭（うすかわまんじゅう）は和歌山県の土産菓子。串本町における土産菓子の1つである。同町内にある景勝地橋杭岩にちなんだ饅頭である。
西牟婁郡白浜町にも同様の饅頭があり、紀南全体の名物ともなっている。
和歌山県推薦優良土産品に指定されている。